# Съперничество
Съперничеството има няколко различни значения в психологията. В областта на зрителното възприятие понятието за бинокулярното съперничество се отнася до определени явления, които придружават едновременното представяне на различни образи на всяко око на човека.
В зоопсихологията терминът съперничество се отнася до съревнованието между индивидите, обикновено за мъжко, респ. женско животно. Терминът има сходна употреба в психологията на развитието, където под формата на съперничество между братята и/или сестрите се отнася до съревнованието между децата обикновено за вниманието на техните родители.